# Probuccinum
Probuccinum is een geslacht van weekdieren uit de klasse van de Gastropoda (slakken).

## Soorten
- Probuccinum angulatum Powell, 1951
- Probuccinum archibenthale (Melvill & Standen, 1907)
- Probuccinum costatum Thiele, 1912
- Probuccinum delicatulum Powell, 1951
- Probuccinum edwardiense (Watson, 1882)
- Probuccinum tenerum (E. A. Smith, 1907)